# エンタープライズ (スクーナー・3代)
エンタープライズ（英: USS Enterprise）は、アメリカ海軍のスクーナー。アメリカ海軍においてエンタープライズの名を受け継いだ艦としては三隻目にあたる。1799年にボルチモアの造船所で進水し、就役した。
第一次バーバリ戦争における1801年8月1日の海戦での活躍で有名な艦である。